# Jaluit Gesellschaft

Variante du drapeau de la Jaluit Gesellschaft

La Jaluit Gesellschaft (littéralement « Compagnie Jaluit » en français) est une compagnie maritime allemande opérant dans les îles Marshall et à Nauru de la fin du XIXe siècle jusqu'en 1914 lorsque ce secteur de l'océan Pacifique faisait partie des territoires de l'empire colonial allemand.

## Histoire
La Jaluit Gesellschaft est fondée le 21 décembre 1887 sous la forme d'une société anonyme et ce par la fusion de trois compagnies : la Deutsche Handels-und Plantagen-Gesellschaft der Südsee Inseln (DHPG), la Hernsheim et la Capelle qui disposaient déjà de leurs réseaux commerciaux dans les îles Marshall. Son siège social se trouve à Hambourg et son capital est de 125 000 marks.
Cette union favorise l'émergence d'un quasi-monopole commercial dans les îles Marshall et notamment sur l'atoll Jaluit (d'où le nom de la compagnie) dont l'exploitation était jusqu'alors confiée à la Deutsche Handels-und Plantagen-Gesellschaft der Südsee Inseln et à l'entreprise Robertson et Hernsheim de Hambourg. Le commerce et la navigation maritime entre les îles Gilbert, les îles Carolines et Jaluit lui est également confiée. Ce monopole est uniquement concurrencé par les compagnies Trading Company Burns Philp & Co australienne et Pacific Phosphate Company britannique opérant à Nauru.
En échange de la colonisation des îles qu'elle a dans sa sphère d'influence (îles Marshall et Nauru), la Jaluit Gesellschaft y développe le commerce et en tire des bénéfices. Ainsi elle dispose de postes de traite dans 18 des 33 îles et atolls composant les îles Marshall et effectue du cabotage en achetant du coprah, vendant des biens commerciaux occidentaux et distribuant le courrier, jouant ainsi le rôle d'un véritable service public. La compagnie se substitue également au pouvoir du Kaiser en nommant des fonctionnaires subalternes. En 1900, la Jaluit Gesellschaft effectue un profit de 151 955 marks.
En 1906, la Jaluit Gesellschaft cède ses droits d'exploitation du phosphate présent dans le sous-sol de Nauru à la société britannique Pacific Island Company au prix de 2 000 livres sterling comptant et prend une participation importante dans cette entreprise qui devient la Pacific Phosphate Company. De plus, pour chaque tonne de phosphate extraite, la Pacific Phosphate Company verse une redevance à la Jaluit Gesellschaft ainsi qu'en moindre proportion aux Nauruans.